# Alburnoides fasciatus
Alburnoides fasciatus är en fiskart som först beskrevs av Nordmann, 1840.  Alburnoides fasciatus ingår i släktet Alburnoides och familjen karpfiskar. Inga underarter finns listade i Catalogue of Life.